# Transparence fiscale
Pour les articles homonymes, voir Transparence.
On emploie parfois le terme de transparence fiscale pour désigner un ensemble de lois ou de directives qui visent à clarifier les règles fiscales qui s'imposent à des sociétés dans un pays. Il s'agit alors souvent de désigner l'absence de transparence fiscale dans les paradis fiscaux et des passe-droits qui y sont souvent accordés.
On appelle aussi transparence fiscale le fait pour une société de ne pas être imposée directement mais via ses associés. En principe, pour qu'une société bénéficie de la transparence fiscale, il faut que les associés aient une responsabilité limitée ; cela concerne les types de sociétés suivants :
- société civile, comme la société civile immobilière ou SCI ;
- la société en commandite simple ;
- la société en nom collectif ;
- la société en participation (sous certaines conditions) ;
- la société créée de fait.

Les bénéfices de ces sociétés sont répartis entre les associés (en fonction des parts) et chacun l'intègre dans sa propre déclaration. Si l'associé est une personne physique, sa part des bénéfices sera soumise à l'impôt sur le revenu. Par contre, une personne morale sera, en règle générale, assujettie à l'impôt sur les sociétés. Les SARL de famille (c'est-à-dire composées uniquement de membre de la même famille) peuvent bénéficier de ce régime de transparence. Néanmoins, toutes ces sociétés peuvent choisir de perdre la transparence fiscale en étant imposée directement au titre de l'impôt sur les sociétés (IS) : certains fiscalistes parlent alors d'opacité fiscale.
La transparence fiscale fonctionne aussi pour les pertes qui peuvent être intégrées dans le cadre de la déclaration de revenu, souvent sous forme d'un déficit fiscal. C'est cette possibilité qui fait des sociétés en nom collectif un instrument de défiscalisation soit par des sociétés soumises à l'impôt sur les sociétés, soit par des personnes physiques lourdement imposées à l'impôt sur le revenu.